# Внешняя политика Украины (1991—2004)

## Распад СССР и определение внешнеполитического курса Украины
Процессы системной дезинтеграции, активизировавшиеся во второй половине 1980-х годов в экономике (народном хозяйстве), социальной структуре, общественной и политической сфере Советского Союза, привели в конце 1991 года к прекращению существования СССР. С распадом СССР обрели государственную самостоятельность пятнадцать бывших союзных республик.
16 июля 1990 года Верховный Совет Украинской ССР принял «Декларацию о государственном суверенитете Украины», в которой, в частности, было провозглашено намерение Украины стать нейтральным внеблоковым государством. Это намерение было позднее подтверждено республиканским референдумом 1 декабря 1991 года (укр.):

Украинская ССР торжественно провозглашает о своём намерении стать в будущем постоянно нейтральным государством, которое не принимает участия в военных блоках и придерживается трёх неядерных принципов: не принимать, не производить и не приобретать ядерного оружия.
Оригинальный текст (укр.)Українська РСР урочисто проголошує про свій намір стати в майбутньому постійно нейтральною державою, яка не бере участі у військових блоках і дотримується трьох неядерних принципів: не приймати, не виробляти і не набувати ядерної зброї.
— Декларация о государственном суверенитете Украины (укр.), раздел IX 
(Ведомости Верховной Рады Украины, 1990, № 31, стр. 429)
.
24 августа 1991 года, после провала августовского путча, Верховный Совет Украинской ССР провозгласил независимость Украины:

Исходя из смертельной опасности, нависшей было над Украиной в связи с государственным переворотом в СССР 19 августа 1991 года,
< . . . >
— осуществляя Декларацию о государственном суверенитете Украины, Верховный Совет Украинской Советской Социалистической Республики торжественно
п р о в о з г л а ш а е т
н е з а в и с и м о с т ь У к р а и н ы и создание самостоятельного украинского государства — УКРАИНЫ.
Оригинальный текст (укр.)Виходячи із смертельної небезпеки, яка нависла була над Україною в зв'язку з державним переворотом в СРСР 19 серпня 1991 року,
< . . . >
— здійснюючи Декларацію про державний суверенітет України, Верховна Рада Української Радянської Соціалістичної Республіки урочисто
п р о г о л о ш у є
н е з а л е ж н і с т ь   У к р а ї н и   та створення самостійної української держави — УКРАЇНИ.
— Акт провозглашения независимости Украины (укр.) 
(Ведомости Верховной Рады Украины, 1991, № 38, стр. 502)
1 декабря 1991 года на территории УССР был проведён референдум, на котором 90,32 % от всех принявших участие в голосовании поддержали «Акт провозглашения независимости». Одновременно прошли первые президентские выборы, на которых Леонид Кравчук собрал 61,59 % голосов. В ходе инаугурации Леонид Кравчук заявил, что Украина не намерена вступать ни в какие политические союзы, а собирается строить отношения с бывшими союзными республиками только на двусторонней основе. По словам Кравчука, у Украины будет самостоятельная внешняя политика, своя армия и собственная денежная единица.
Министр иностранных дел Украины Анатолий Зленко подтвердил, что его государство рассматривает себя «правопреемником бывшего Советского Союза в том, что касается подписанных им соглашений», включая Договор по сокращению СНВ, Хельсинкский акт и другие соглашения по правам человека. По его словам, Украина намерена ликвидировать 130 из 176 находящихся на ее территории межконтинентальных баллистических ракет и в перспективе стать безъядерным государством. Участие в каких-либо военных блоках исключается. В завершение А. Зленко успокоил кредиторов: Украина будет следовать договорённости от 21 октября и выплатит свою долю внешнего долга СССР.
8 декабря, за день до предполагавшегося подписания договора о создании вместо СССР нового сообщества — Союза Суверенных Государств (ССГ) — президенты России, Украины и Белоруссии, собравшись в обстановке секретности в Беловежской пуще, заявили, что «Союз ССР как субъект международного права и геополитическая реальность прекращает своё существование», объявили о невозможности образования Союза Суверенных Государств и подписали Соглашение о создании Содружества Независимых Государств (СНГ).
10 декабря Верховный Совет Украины c оговорками ратифицировал соглашение о создании СНГ. 12 декабря Верховный Совет РСФСР ратифицировал Беловежское соглашение, а также принял решение о денонсации РСФСР союзного договора 1922 года и об отзыве российских депутатов из Верховного совета СССР. 21 декабря к СНГ присоединилось ещё 8 республик: Азербайджан, Армения, Казахстан, Кыргызстан, Молдавия, Таджикистан, Туркменистан, Узбекистан, были подписаны Алма-Атинская декларация и протокол к Беловежскому соглашению о создании СНГ. В отличие от предлагавшегося ССГ, СНГ является не конфедерацией, а международной (межгосударственной) организацией, которая характеризуется слабой интеграцией и отсутствием реальной власти у координирующих наднациональных органов. Прибалтийские республики отказались от членства в СНГ, а Грузия присоединилась к СНГ лишь в октябре 1993 года и заявила о выходе из этой организации после российско-грузинской войны (2008 год).
19 июня 1992 года президент Украины Леонид Кравчук подписал закон о полном исключении упоминаний об СССР из Конституции Украины 1978 года.
В ситуации, когда Украина обрела реальную самостоятельность, требовалось определиться с внешнеполитическим курсом. Важным шагом в этом направлении стало постановление Верховной рады Украины от 2 июля 1993 г. «Об основных направлениях внутренней и внешней политики Украины», в котором утверждались приоритет европейского вектора и стремление добиваться вступления в Европейский союз. При этом одновременно указывалось на значимость сохранения добрососедских и дружественных отношений с Россией как ключевого фактора общеевропейской безопасности

## Безъядерный статус Украины
На момент подписания Беловежских соглашений советское ядерное оружие дислоцировалось на территории четырёх союзных республик: России, Украины, Белоруссии и Казахстана. Совместные дипломатические усилия России и США привели к тому, что Украина, Белоруссия и Казахстан отказались от статуса ядерных держав и передали России весь военный атомный потенциал, оказавшийся на их территории.
24 октября 1991 года было принято постановление Верховной рады о безъядерном статусе Украины. 14 января 1992 года было подписано трёхстороннее соглашение России, США и Украины. По этому соглашению все атомные заряды демонтировались и вывозились в Россию, стратегические бомбардировщики и шахты для запуска ракет уничтожались на средства США. Взамен США и Россия предоставили Украине гарантии независимости и территориальной целостности.
5 декабря 1994 года лидерами Украины, США, России и Великобритании был подписан Меморандум о гарантиях безопасности в связи с присоединением Украины к Договору о нераспространении ядерного оружия (Будапештский меморандум), подтверждавший выполнение положений Заключительного акта СБСЕ, Устава ООН и Договора о нераспространении ядерного оружия в отношении Украины как не обладающего ядерным оружием государства-участника Договора.

## Отношения с Россией
Если для России отношения с Украиной имели приоритетное значение и в 1992—2004 годы отношение России к Украине определялось стремлением к укреплению межгосударственной интеграции между двумя государствами, то фактически все украинские лидеры постсоветского периода, от Кравчука до Януковича, так или иначе стремились к сближению и присоединению своей страны к евроатлантическим структурам. Темпы этого процесса, однако, зависели не от самой Украины, а от Евросоюза и НАТО, которые в 1990-е и начале 2000-х годов не спешили открывать свои двери для Украины.
Поэтому вплоть до 2004 года, пока вопрос о присоединении Украины к военно-политической структуре НАТО не был положительно решён в США, Украина проводила политику сближения с Россией, чтобы, во-первых, иметь возможность получать российские энергоресурсы по сравнительно низким ценам и сбывать свою продукцию на российском рынке, а во-вторых, используя опасения западных лидеров по поводу потенциального сближения Украины с Россией, добиваться смягчения их позиции по отношению к Киеву.
Первый межгосударственный документ, определивший будущие отношения самостоятельных Украины и России, был подписан РСФСР и УССР ещё при Советском Союзе — в 1990 году. Стороны договора признали друг друга в «ныне существующих в рамках СССР границах». 23 июня 1992 года президенты Борис Ельцин и Леонид Кравчук подписали в Дагомысе соглашение «О дальнейшем развитии межгосударственных отношений». При этом лидеры обоих государств подверглись резкой критике со стороны радикально настроенной общественности. В России многие считали, что этим «позорным договором» российское руководство окончательно отказывается от Крыма и от поддержки русскоязычного населения на Украине. На Украине высказывалось недовольство тем, что в документе не было отражено требование вывода с украинской территории российских военных баз.
Несмотря на все возникавшие в отношениях между двумя государствами трения, 31 мая 1997 года президенты России и Украины Борис Ельцин и Леонид Кучма подписали в Киеве Договор о дружбе, сотрудничестве и партнёрстве между Российской Федерацией и Украиной, в котором закреплялся принцип стратегического партнёрства, признания нерушимости существующих границ, уважения территориальной целостности и взаимного обязательства не использовать свою территорию в ущерб безопасности друг друга. В частности, статья 12 Договора обязывала оба государства обеспечивать «защиту этнической, культурной, языковой и религиозной самобытности национальных меньшинств на своей территории», отказаться от попыток насильственной ассимиляции нацменьшинств, а также содействовать созданию «равных возможностей и условий для изучения русского языка в Украине и украинского языка в Российской Федерации».
Верховная рада ратифицировала договор 14 января 1998 года, Госдума — лишь 25 декабря 1998 года. Долгое время российские депутаты вообще не могли приступить к обсуждению. Препятствием послужила, в частности, позиция украинской стороны, пытавшейся не допустить увязывания договора с пакетом соглашений по Черноморскому флоту, подписанным 28 мая 1997 года главами правительств России и Украины в рамках подготовки к подписанию «Большого договора» о дружбе и сотрудничестве — к тому времени Украина постепенно выходила на новый уровень сотрудничества с НАТО (в июле 1997 года была подписана «Хартия об особом партнёрстве НАТО и Украины», в Киеве открылся первый в Восточной Европе Центр информации и документации НАТО), и в перспективе базирование на украинской территории российского флота могло стать серьёзной помехой для полноценного членства в альянсе. Договор был ратифицирован Госдумой с небольшим перевесом голосов. В Совете федерации (уже в 1999 году) к договору была добавлена преамбула о том, что он вступит в силу лишь в случае ратификации Украиной соглашений по Черноморскому флоту.

### Статус Крыма
Крымская область была передана из состава РСФСР в состав Советской Украины в 1954 году, в рамках празднования 300-летия Переяславской рады («воссоединение России и Украины»). В результате распада СССР в составе независимой Украины оказался регион, большинство населения которого составляют этнические русские), где традиционно сильны пророссийские настроения и размещён Черноморский флот РФ. Кроме того, основной город Черноморского флота — Севастополь — является для России значительным патриотическим символом.
В феврале 1991 года по результатам всекрымского референдума Крымская область была преобразована в Крымскую АССР в составе Украины, а в сентябре 1991 года Верховный совет Крымской АССР принял декларацию о государственном суверенитете автономии. 1 декабря 1991 года на всеукраинском референдуме доля тех, кто поддержал «Акт независимости Украины», оказалась наименьшей именно среди жителей Крыма и Севастополя (54 % и 57 %, соответственно).
26 февраля 1992 года по решению Верховного Совета автономии Крымская АССР была переименована в Республику Крым, а 6 мая того же года была принята крымская конституция, которая подтвердила данное наименование, а также установила вхождение Крыма в состав Украины на договорных отношениях.
В 1992—1994 годах пророссийскими политическими силами предпринимались попытки отделения Крыма от Украины — так, например, 5 мая 1992 года Верховным Советом Крыма было принято постановление о проведении общекрымского референдума по вопросу независимости и государственной самостоятельности Республики Крым, которое впоследствии было отменено благодаря вмешательству Верховной рады Украины.
В России деятельность крымских сепаратистов нашла отклик в первую очередь у московских властей. Мэр Москвы Юрий Лужков стал главным проводником идеи о необходимости вернуть Крым в состав РФ. Тот факт, что никакой делимитации или демаркации проведено не было, позволяло наиболее радикально настроенным деятелям подвергать сомнению даже саму территориальную целостность Украины. Лужкову вторили Владимир Жириновский, Дмитрий Рогозин, Сергей Бабурин и другие.
21 мая 1992 года Верховный Совет Российской Федерации принял собственное постановление, которым признал решение Президиума Верховного Совета РСФСР от 5 февраля 1954 года «О передаче Крымской области из состава РСФСР в состав Украинской ССР» «не имеющим юридической силы с момента принятия» ввиду того, что оно было принято «с нарушением Конституции (Основного Закона) РСФСР и законодательной процедуры». При этом российский парламент уточнил, что в связи с конституированием последующим законодательством РСФСР факта передачи Крымской области и заключением между Украиной и Россией договора от 19 ноября 1990 года, в котором стороны отказываются от территориальных притязаний, а также в связи с закреплением данного принципа в договорах и соглашениях между государствами СНГ, он считает необходимым урегулировать вопрос о Крыме путём межгосударственных переговоров России и Украины с участием Крыма и на основе волеизъявления его населения. В ответ на это решение Верховная рада Украины 2 июня 1992 года постановила рассматривать постановление ВС РФ по Крыму как «не имеющее юридического значения», а в вопросе статуса Крыма в составе Украины исходить из того, что он не может быть предметом межгосударственных переговоров. Эта же позиция была высказана и в последовавшем на следующий день заявлении украинского парламента по данному вопросу.
9 июля 1993 года Верховный Совет Российской Федерации под председательством Руслана Хасбулатова принял постановление «О статусе города Севастополя», подтвердившее «российский федеральный статус города Севастополя в административно-территориальных границах городского округа по состоянию на декабрь 1991 года». Президент России Борис Ельцин негативно отреагировал на действия Верховного Совета, заявив: «Мне стыдно за решение парламента… Не начинать же войну с Украиной».
В связи с постановлением Верховного Совета РФ о статусе Севастополя Украина обратилась с жалобой в Совет Безопасности ООН. СБ ООН, включая представителя России, в своём заявлении от 20 июля 1993 года (S/26118) подтвердил свою приверженность принципам суверенитета, независимости, единства и территориальной целостности Украины в пределах международно признанных границ. В 1994 году на Украине начала работу миссия ОБСЕ, главной задачей которой было содействие стабилизации ситуации на Крымском полуострове. В 1999 году в связи с выполнением своего мандата миссия ОБСЕ на Украине завершила свою работу.
В начале 1994 года был зафиксирован наивысший на тот период успех крымского пророссийского движения: в январе известный общественный деятель Юрий Мешков был избран президентом Республики Крым, а большинство в Верховном Совете автономии завоевал созданный при поддержке Республиканской партии Крыма блок «Россия». Однако после убедительной победы на выборах новое руководство Крыма столкнулось с отсутствием финансовой, экономической, управленческой базы для обеспечения реальной автономии, а также с отсутствием поддержки со стороны самой России, руководство которой пыталось в то время сблизиться с Западом и потому рассматривало активность пророссийских деятелей за рубежом как неприятную помеху, способную возродить на Западе подозрения относительно «неизжитых имперских амбиций» России.
В сентябре 1994 года Верховная рада Украины переименовала Крымскую АССР (Республику Крым) в Автономную Республику Крым, а в марте 1995 года в одностороннем порядке отменила конституцию Республики Крым 1992 года и, соответственно, упразднила пост президента республики. Лишенный своей должности, Юрий Мешков выехал в Россию (и смог вернуться лишь в марте 2014 года). Ряд пророссийских крымских партий были распущены (в частности, партии, входившие в состав блока «Россия»).
В 1998 году пророссийские политические силы в Крыму, ослабленные политическим кризисом, потерпели поражение на выборах в Верховный Совет Крыма. 21 октября 1998 года крымский парламент нового состава принял новую конституцию, приведённую в соответствие с конституцией Украины. Крым был окончательно закреплён в статусе региона Украины, вопросы с самоопределением автономного образования и вмешательством в этот процесс российских политиков на некоторое время отошли на второй план. Этому во многом способствовал избранный в 1994 году президент Украины Леонид Кучма. Проводя политику «многовекторности», он сумел наладить отношения с президентом России Ельциным.
Новый виток напряжённости вокруг Крыма произошёл уже при президенте Викторе Ющенко.

### Черноморский флот
Черноморский флот ВМФ России, образованный на основе Черноморского Флота ВМФ СССР, базировался на территории Украины в соответствии с рядом межправительственных договоров, заключённых в 1991—1997 годах при президенте Леониде Кучме:
- Соглашение о раздельном базировании российского Черноморского флота России и Военно-морских сил Украины от 9 июня 1995 года;
- Соглашение между Российской Федерацией и Украиной о параметрах раздела Черноморского флота;
- Соглашение между Российской Федерацией и Украиной о статусе и условиях пребывания Черноморского флота Российской Федерации на территории Украины;
- Соглашение между Правительством Российской Федерации и Правительством Украины о взаиморасчётах, связанных с разделом Черноморского флота и пребыванием Черноморского флота Российской Федерации на территории Украины (все три от 28 мая 1997 года)[34].

Двусторонними соглашениями 1997 года были оговорены условия аренды базы Черноморского флота на территории Украины, в том числе ежегодная арендная плата в размере 97,75 млн долл, выплачиваемая путём погашения Россией части государственного долга Украины, а также срок пребывания Черноморского флота РФ на территории Украины — до 28 мая 2017 года.
Процесс раздела наследства бывшего Краснознамённого Черноморского флота СССР и окончательного формирования на его базе Военно-морских сил Украины и Черноморского флота Российской Федерации в основном завершился к 2000 году. К этому времени была также формально разрешена проблема статуса Севастополя как основной военно-морской базы двух флотов на Чёрном море.
При этом, однако, оставались некоторые неурегулированные имущественные вопросы, связанные с тем, что ЧФ РФ занимал и использовал ряд объектов, не включённых в договоры аренды. Украинская сторона рассматривала их как свою собственность, руководствуясь межправительственными договорами о разделе имущества СССР.

### Конфликт вокруг Тузлы
Осенью 2003 года между Россией и Украиной разгорелся конфликт вокруг острова Тузла в Керченском проливе, вызванный отсутствием прогресса в урегулировании статуса Керченского пролива и Азовского моря. После распада СССР судоходная часть пролива (между косой Тузла и Крымским полуостровом) оказалась полностью в территориальных водах Украины. Российская часть Керченского пролива была мелководной и подходила только для мелких рыбацких лодок. 29 сентября 2003 года власти Краснодарского края, не предупредив украинскую сторону, приступили к сооружению дамбы от Таманского полуострова в сторону пограничного острова Коса Тузла, мотивируя это необходимостью предотвратить размывание береговой полосы Таманского полуострова и косы, восстановить экологический баланс в регионе, сохранить и восстановить запасы рыбы и другие биоресурсы. Киев расценил строительство как «посягательство на территориальную целостность страны». В ответ украинская сторона перебросила на остров несколько сот пограничников и направила в Керченский пролив артиллерийские катера. Вскоре обе стороны начали наращивать своё военное присутствие в регионе. 23 октября строительство дамбы было остановлено за 102 м от линии государственной границы (провозглашённой Украиной в одностороннем порядке) после встречи президентов Путина и Кучмы, подписавших в декабре 2003 года «Договор о сотрудничестве в использовании Азовского моря и Керченского пролива», однако статус Тузлы, как и статус Керченского пролива так и не был окончательно урегулирован сторонами.

## Евроинтеграция

### Евросоюз
2 декабря 1991 года Еврокомиссия признала демократический характер всеукраинского референдума, а Европейский совет, собиравшийся 9-10 декабря в Маастрихте (после подписания Беловежских соглашений), выразил желание развивать взаимоотношения с Белоруссией, Украиной и Россией, «свободно и мирно выразившими свою волю к полной суверенизации».
23 декабря 1991 года Западноевропейский союз приветствовал создание СНГ и подтвердил готовность признать суверенитет всех новых независимых республик при соблюдении ими специально разработанных Советом ЕС критериев, включая принятие обязательств по разоружению и нераспространению ядерного оружия. В то же время, среди государств, возникших на территории бывшего СССР, основным партнёром в отношениях с мировым сообществом считалась Российская Федерация. В своих воспоминаниях тогдашний министр иностранных дел Украины Анатолий Зленко так описывал сложившуюся в период президентства Леонида Кравчука ситуацию: «На определённом этапе дискуссий относительно европейского будущего Украины у меня начало складываться впечатление, что для многих европейцев, включая политиков, <Берлинская> стена не исчезла, она лишь передвинулась на границу с Украиной».
В целом, общеевропейская политика в отношении Украины до 1994 года отличалась декларативностью и крайней размытостью формулировок. В ней отражались опасения европейских политиков по таким проблемам, как нежелание украинского руководства идти на компромисс по поводу ядерного оружия на украинской территории, отсутствие прогресса в вопросе о закрытии Чернобыльской АЭС, нарастание конфронтации Украины с Россией — основным партнёром Европы на постсоветском пространстве, высокая степень экономической нестабильности на Украине.
Лишь в 1994 году, после того как в начале года разрешился принципиальный вопрос о вывозе ядерного оружия бывшего СССР с территории независимой Украины и её присоединении к Договору о нераспространении ядерного оружия в качестве безъядерного государства, единая Европа сделала первый конкретный шаг в развитии отношений с Украиной. 14 июня 1994 года между Украиной и Европейским союзом было подписано базовое Соглашение о партнёрстве и сотрудничестве.
Этому сдвигу способствовало избрание на пост президента Украины Леонида Кучмы, который в сравнении с представителем партийной номенклатуры Леонидом Кравчуком воспринимался в Европе как молодой энергичный политик и крупный руководитель-производственник. Активная реформаторская деятельность, которую Леонид Кучма развернул на президентском посту, способствовала поддержанию этого имиджа. Немаловажно, что новый президент обещал снизить уровень противостояния в российско-украинских отношениях, что представляло для Европы значительный интерес.
Соглашение о партнёрстве и сотрудничестве между Украиной и Европейским союзом, вступившее в силу в 1998 году, положило начало сотрудничеству по широкому кругу политических, торгово-экономических и гуманитарных вопросов.
В июле 2002 года Украина получила от Евросоюза «специальный статус соседа», предусматривающий облегчение режима контролируемой миграции. В ноябре 2002 года президент Украины Леонид Кучма призвал Европейский союз определить место и роль Украины в будущей Европе — по его словам, «страна в условиях неопределённости жить не может». Тогдашний президент Еврокомиссии Романо Проди заявил, однако, что Украине нет места в расширенном ЕС.
В 2003 году Леонид Кучма обозначил цель подписания соглашения об ассоциации Украины с ЕС и таким образом формально начал процесс евроинтеграции. В 2004 году Украина начала выполнять план «Путём европейской интеграции», рассчитанный до 2015 года и направленный на создание условий для вступления в ЕС. В 2004 году Европейская комиссия приняла план действий ЕС — Украина по углублению сотрудничества, в частности, в таких сферах, как энергетика, транспорт, окружающая среда, облегчение визового режима и т. п.

### НАТО
Формально при обретении независимости Украина выбрала курс на нейтральный, внеблоковый статус, однако её отношения с НАТО активно развивались уже с начала 1990-х годов.
При Леониде Кравчуке (президент в 1991—1994 гг.) Украина в 1992 году присоединилась к Совету североатлантического сотрудничества, позднее переименованному в Совет евроатлантического партнёрства.
Несколько лет спустя, в феврале 1994 года, Украина первой среди государств СНГ заключила рамочный договор с НАТО в рамках инициативы «Партнёрство ради мира», поддержала инициативу государств Центральной и Восточной Европы о вступлении в НАТО.
Основу внешнеполитического курса Леонида Кучмы (президент в 1994—2004 гг.) составила концепция многовекторности. Тем не менее при нём в 1997 году взаимоотношения Украины и НАТО перешли на качественно новый уровень — на Мадридском саммите НАТО была подписана «Хартия об особом партнёрстве НАТО и Украины». Стороны обменялись официальными представительствами: в Киеве открылся Центр информации и документации НАТО, а в штаб-квартире НАТО появилось украинское представительство, где с 1998 года начал работу специальный военный представитель Украины.
В ноябре 1998 года президент Кучма подписал «Программу сотрудничества Украины с НАТО на период до 2001 года», а в самый разгар «Косовского кризиса», в апреле 1999 года, в Киеве открылась миссия НАТО. Украина поддержала операцию НАТО на Балканах: 12 июня 1999 года вслед за Венгрией, Болгарией и Румынией Украина на несколько часов закрыла своё воздушное пространство для российских самолётов, летевших в Приштину, что обусловило крайне болезненную реакцию в Москве. В 2000 году впервые в истории НАТО ежегодная встреча главного политического органа НАТО — Североатлантического совета — прошла за пределами стран-членов НАТО, в Киеве. При Кучме состоялись два саммита Украина — НАТО (в 1999 и 2002 гг.).
28 мая 2002 года, в преддверии начала «второй волны» расширения НАТО на Восток, Совет национальной безопасности и обороны Украины под председательством президента Леонида Кучмы принял Стратегию по НАТО, предусматривавшую пересмотр политики внеблоковости в пользу начала процесса, конечной целью которого должно было стать обретение Украиной полноценного членства в НАТО.
9 июля 2002 года в рамках программы «Партнёрство во имя мира» Украина и НАТО подписали меморандум о поддержке операций НАТО со стороны Украины. Спустя год Украина поддержала операцию США в Ираке, направив в регион свой «миротворческий контингент».
С принятием в ноябре 2002 года Плана действий НАТО-Украина взаимоотношения ещё более укрепились, в рамках этого плана стали разрабатываться ежегодные Целевые планы Украина-НАТО.
6 апреля 2004 года Верховной радой был принят закон о свободном доступе сил НАТО на территорию Украины.
В то же время в июле 2004 года, в преддверии президентских выборов, чтобы успокоить Россию, президент Кучма выпустил указ, в котором говорилось о том, что вступление в НАТО больше не является целью страны — необходимо лишь «существенное углубление отношений с НАТО и ЕС как гарантами безопасности и стабильности в Европе».
«За время моей работы председателем администрации президента Кучмы не было сделано ни одного реального шага по вступлению Украины в НАТО. Была политика маневрирования во время, когда Украине угрожала международная изоляция. Тогда были осуществлены действия, которые устанавливали политический баланс между Востоком и Западом, но ни одного реального шага, как это было в действиях „помаранчевых“ в 2005 году, на вступление в НАТО не было» (В. В. Медведчук в программе «Иду на Вы» на телеканале «1+1» 06.03.2006).